# Rita Barberá
María Rita Barberá Nolla (Valência, 16 de julho de 1948 - Madrid, 23 de novembro de 2016) foi uma política espanhola do Partido Popular. Foi a prefeita da cidade de Valência entre 1991 e 2015.

## Trajetória
Formada em licenciatura em ciências políticas, econômicas e administração de empresas pela Universidade de Valência, e também em ciência da informação na Universidade Complutense de Madrid. Foi cofundadora do Partido Popular, em Valência, e deputada no parlamento desde 1983. Foi eleita prefeita de Valência em 15 de julho de 1991 e reeleita nas eleições de 1995, 1999, 2003, 2007 e 2011, em que alcançou a maioria absoluta.
Nas eleições de 2015, o Partido Popular perdeu a maioria absoluta e Rita Barberá perdeu a prefeitura. Envolvida nos casos  "Rita Leaks" e "Operacion Taula", foi forçada a cancelar a sua filiação com o PP em 14 de setembro de 2016, para manter seu cargo de senadora.
Morreu em 23 de novembro de 2016, de um ataque cardíaco, aos 68 anos, no Hotel Villa Real, onde se hospedava, localizado em frente ao Congresso.